# 彼达迪-迪卡拉廷加
彼达迪-迪卡拉廷加是巴西米纳斯吉拉斯州的一个市镇。总面积110.121平方公里，总人口6795人，人口密度61.7人/平方公里。